# Synchronous Data Link Control
SDLC, acrônimo de Syncronous Data Link Control, o protocolo de transmissão de dados mais utilizado em redes que obedecem ao padrão SNA (Systems Networking Architecture) da IBM. O SDLC é semelhante ao protocolo HDLC (High-level Data Link Control), definido pela ISO (International Organization for Standardization).